# Волощук, Арсений Александрович
Арсе́ний Алекса́ндрович Волощу́к (род. 1 декабря 1991, Тольятти, СССР) — российский спортсмен-дзюдоист. Мастер спорта России по дзюдо.

## Биография
Родился в Тольятти. Занимался дзюдо в МБУДОД КСДЮСШОР, где первым тренером был Иван Белоусов.
В настоящее время на соревнованиях представляет Челябинскую область.

## Спортивные достижения
В 2011 году завоевал бронзовые медали чемпионата России по дзюдо.
В 2013 года стал серебряным призёром первенства России по дзюдо среди юниоров до 23 лет.
В 2014 году стал серебряным призёром чемпионата России в командном зачёте .
Мастер спорта России по дзюдо.